# Borszczowce
Borszczowce (ukr. Борщівці) – wieś na Ukrainie, w obwodzie winnickim, w rejonie mohylowskim.
W czasach Rzeczypospolitej wieś leżała w województwie podolskim. W 1542 spustoszona. Odpadła od Polski w wyniku II rozbioru.